# Rayman Adventures
Rayman Adventures est un jeu vidéo de plates-formes développé par Ubisoft Montpellier et édité par Ubisoft en 2015 sur iOS et Android. Le jeu utilise le moteur de jeu UbiArt Framework garantissant des graphismes poussés, proches des versions consoles avec la promesse d'un 60 images par seconde constant.
Le jeu n'est actuellement plus disponible au téléchargement. Depuis le 26 juin 2023, les serveurs ont fermé, rendant impossible la progression dans le jeu car une connexion à Internet est requise pour éclore un œuf et passer à l'aventure suivante.

## Système de jeu

### Généralités
Le jeu se base sur un principe de runner, c'est-à-dire que le personnage court automatiquement tout au long du niveau. Le personnage participe à diverses courses dynamiques fluides, composées d'éléments interactifs comme dans les précédents jeux issus de l'univers de Rayman. Il a pour objectif de retrouver de petites créatures étranges nommés les Incrediballs.
À la différence de Rayman Jungle Run et Rayman Fiesta Run, le héros peut changer de direction.

### Mondes
Le jeu est composé de 5 mondes :
- Chaos médiéval : Ce monde est constitué principalement de châteaux et de forêts.
- Royaume des Crapauds : Ce monde est constitué d'une forêt de haricots géants poussant jusqu'au ciel.
- Océan des songes : Une partie de ce monde se déroule au-dessus d'espaces aquatiques, tandis qu'une autre partie se déroule dans des bases sous-marines.
- Olympus Maximus : Ce monde fait référence à la mythologie grecque. Une partie de ce monde se passe à l'extérieur et l'autre partie se passe dans les enfers.
- Les mystères de l'est : Ce monde, inédit à Rayman Adventures, fait référence à la mythologie et à la culture asiatique.

Chaque fois que le joueur termine une aventure, il a accès à la carte du monde où plusieurs œufs d'Incrediballs apparaissent. Le choisit un œuf et se dirige donc vers l'aventure correspondante.

### Aventures
Pour libérer les Incrediballs, le joueur doit terminer des aventures. Chaque aventure est composée de trois ou quatre niveaux. Tous les niveaux sont obligatoires, sauf un qui est entièrement facultatif, mais dont les récompenses de fin sont doublées. Il existe quatre catégories de niveau :
- Niveau Ptizêtres : le joueur doit libérer les Ptizêtres prisonniers dans le niveau pour obtenir des Lums.
- Niveau Ennemis : le joueur doit tuer les ennemis présents dans le niveau pour obtenir des Lums.
- Niveau Lums : le joueur doit récolter les Lums présents dans le niveau.
- Niveau Chrono : le joueur doit terminer le niveau le plus vite possible pour libérer les Ptizêtres attachés à des fusées présents à la fin.

Une fois les niveaux terminés, le joueur a accès à l’œuf. Il peut s'agir soit d'un œuf d'Incrediball, soit d'un œuf à objets, et l'œuf peut être de divers rangs (bronze, argent, doré, ou cristal). Le joueur ne peut cependant pas voir l'apparence de l'œuf avant de le débloquer, sauf s'il utilise des longues-vues ou dépense des gemmes sur la carte du monde.
Chaque œuf passe ensuite dans l'incubateur où il met plus ou moins de temps à éclore. Ainsi, les œufs d'Incrediball mettent 4 heures pour les œufs de bronze et d'argent, et 8 heures pour les œufs d'or et de platine. Les œufs à objets mettent 30 minutes pour les œufs de bronze et d'argent, et 1 heure 30 pour les œufs d'or. Comme il n'y a qu'un seul incubateur, le joueur doit attendre qu'un œuf ait éclot pour en placer un nouveau. Il peut cependant faire éclore immédiatement l’œuf en dépensant des gemmes.
Le joueur peut utiliser plusieurs élixirs dans l'incubateur :
- Œuf d'or : transforme un œuf de bronze ou d'argent en œuf d'or.
- Œuf d'argent: transforme un œuf de bronze en œuf d'argent
- Accélération : réduit le temps d'incubation de l'œuf de 30 minutes. Il est possible d'en utiliser plusieurs en même temps.
- Nouvelle créature : transforme un œuf à objets en œuf d'Incrediball.

### Les Incrediballs
La principale nouveauté du jeu est les Incrediballs, les petites créatures que les héros doivent sauver. Chaque fois que les héros sauvent un nouvel Incrediball, celui-ci rejoint l'arbre sacré, qui prend de la hauteur.
Les Incrediballs sont rangés par famille et possèdent chacun un rang : bronze, argent, doré, ou cristal. L'Incrediball cristal est présent dans chaque famille et y est toujours le dernier à être débloqué. Chaque famille possède une capacité différente parmi les trois suivantes :
- Radar : l'Incrediball permet au joueur de découvrir trois secrets dans le niveau. Une fois ces trois secrets découverts, l'Incrediball devient inactif. Ces Incrediballs sont assez utiles dans les niveaux Ptizêtres.
- Protecteur : si le héros se prend un dégât, l'Incrediball le recouvre d'une barrière qui le rend invincible pendant quelques secondes. Une fois le temps écoulé, l'Incrediball devient inactif. Ces Incrediballs sont assez utiles dans les niveaux Ennemis et Chronos.
- Aspiro : l'Incrediball crée un champ d'attraction permettant d'attirer les Lums et les Pièces de la mort à proximité. Plus le héros est accompagné d'Aspiros, plus le champ d'attraction est grand. Ces Incrediballs sont assez utiles dans les niveaux Lums.

A chaque début de niveau, le joueur peut choisir jusqu'à trois Incrediballs. Une fois le niveau terminé, tous les Incrediballs choisis deviennent inactifs. Pour les rendre de nouveau actifs, le joueur doit leur donner de la nourriture qu'il peut obtenir en terminant un niveau.
Des familles d'Incrediballs sont ajoutées régulièrement avec des mises à jour. Les Incrediballs sont actuellement au nombre de 345, répartis en 55 familles.

## Accueil
Le jeu a bien été accueilli par les critiques, du fait qu'il soit gratuit et que le modèle free-to-play soit peu encombrant, mais aussi par sa bonne jouabilité et sa durée de vie.